# Veronica Vaida
Veronica Vaida (n. 3 august 1950, București, România) este o chimistă româno-americană, profesor la Universitatea din Colorado Boulder. Este un expert în chimia mediului și aerosoli.

## Familia și educația
Vaida s-a născut în 1950 în București. Părinții ei erau din Transilvania și s-au întâlnit după al doilea Război Mondial. Mama ei a supraviețuit Lagărului de la Auschwitz, iar tatăl său a fost deținut politic. A mers la o școală maghiară din Cluj și s-a întors în București în 1963, unde a studiat chimia la Universitatea din București. După ce a văzut un post în SUA publicat în 1969, s-a mutat la Universitatea Brown, pentru a lucra pe detectoare pentru raze moleculare. Ea s-a alăturat Universității Yale pentru studii postuniversitare în 1973, dar s-a chinuit să găsească un îndrumător academic deoarece academicienii bărbați erau de opinie că chimia organică era „nepotrivită pentru femei”. Îndrumătorul ei original a fost Geraldine A. Kenney-Wallace, care a plecat de la Yale pentru a înființa primul laborator de spectroscopie ultrarapidă la Universitatea din Toronto. În cele din urmă, a obținut doctoratul la Universitatea Yale, în 1977.

## Carieră
În 1977, Vaida a devenit un cercetător postdoctoral Xerox la Universitatea Harvard, lucrând alături de Dudley R. Herschbach și Bill Reinhart pe dinamica fotoreacțiilor. A colaborat cu Kevin Peters și Meredith Lackland la Bell Labs. S-a căsătorit cu Kevin Peters în 1978 și a devenit un membru al facultății la Universitatea Harvard în aceeași zi. În 1980 a fost numită membră a Alfred P. Sloan Foundation și savantă Camille și Henry Dreyfus în 1984. Vaida a dezvoltat spectrometria de absorbție răcită cu jet pentru a analiza viața sistemelor reactive, unde dinamica stărilor excitate era complicată din cauza absobției difuze și fluorescenței limitate. A lucrat la un laser excimer, care putea permite grupului său să studieze complexele metalelor de tranziție. S-a mutat la Universitatea din Colorado Boulder, unde și-a construit propriul laborator spectroscopie. A identificat starea excitată a OCIO cu Susan Solomon, în 1989. După colaborarea cu Susan Solomon, Vaida a realizat că studiile sale ale compușilor model ar putea fi utile în chimia atmosferei. Astfel, grupul a continuat să studieze ozonul atmosferic, clustere de apă și gheața polară. A divorțat de Kevin Peters în 1990.
În 1993 l-a întâlnit pe Adrian Tuck, chimist la Laboratorul Atmosferic de la National Oceanic and Atmospheric Administration. În 1994 i-a fost acordat o bursă Erskine la Universitatea din Canterbury din Noua Zeelandă. S-a căsătorit cu Tuck în 1997 și a continuat să studieze fragmente organice de pe particule de aerosoli. Ea a propus că coagularea și diviziunea aerosolilor permite substanțelor organice să formeze un strat tensioactiv pe suprafața aerosolilor și a realizat că acest lucru este similar cu o bacterie unicelulară.
Grupul ei a început să studieze filme organice la interfața apă-aer, folosind spectroscopia în infraroșu cu reflecție de suprafață pentru a examina diferențele în ionizarea fenilalaninei din interiorul și de la suprafața apei. Doctorandul lui Vaida, Elizabeth Griffith, a constatat că legăturile peptidice de la suprafața apei ar fi generate nonenzimatic. În 2007 a fost numită lector distins la Sigma Xi la  Universitatea din Colorado Boulder. A studiat modul în care lumina soarelui poate oferi abiotic reacții prebiotic esențiale pentru evoluția vieții. În 2018, Journal of Physical Chemistry a publicat un tribut dedicat lui Vaida și cercetării acesteia.